# 大林蒲遷村事件
大林蒲遷村事件是自2007年11月30日鄰近的紅毛港地區遷村完畢後所引發的後續事件，因紅毛港設有中油大林煉油廠、台電大林發電廠及中鋼公司，居民長期飽受空氣污染，再加上2014年高雄氣爆事故後，居民對住在工業管線密集處引起安全憂慮，使大林蒲遷村議題持續發酵，2019年10月8日行政院核定「新材料循環產業園區申請設置計畫」，允諾並投入新台幣589億元用於大林蒲遷村。

## 簡介
大林蒲在命名之初便因此地野林草埔茂盛，故取名為「大樹林」、「大林埔」。1837年（清朝道光十七年）年後,以菖蒲的「蒲」取代「埔」字沿用至今，紅毛港、大林蒲、邦坑、鳳鼻頭，四個位在高雄市小港區的西邊沿岸，舊時人稱「沿海十一里」，紅毛港為捕漁人家居多，後三者為商業和農漁業村落，往來十分密切，1933年（昭和8年）時，大林蒲人口有2,454人。
1967年7月29日，時任經濟部長李國鼎、臺灣省主席黃杰、高雄港務局長李連墀皆出席高雄港第二港口開工典禮，此後開始在當地發出禁建命令，並允諾遷村計畫。1975年7月16日，高雄港第二港口開通舉行通航典禮，港務局提出「大林商港區預定地遷村計畫」卻未有實際時程，雖然1985年1月17日行政院核定紅毛港遷村計畫，卻在修訂和抗爭中，直到2005年才開始實際動工，最終在2007年完成遷村點交。
仍然有中油大林煉油廠、台電大林發電廠、中鋼大業南廠區、以及台船的廠區中的大林蒲，在紅毛港完成遷村後，2011年，高雄市政府才開始啟動意見調查，當時有7成民眾表達贊成遷村意願，然而2014年發生高雄氣爆，在充滿工業管線密集區的大林蒲更是緊張。爾後中林路因台電345KV地下電纜潛盾工程坍塌2次。直到2016年11月19日，時任行政院長林全，率高雄市長陳菊與中油董事長陳金德、中鋼董事長翁朝棟、台電董事長朱文成、台灣港務公司總經理郭添貴，向大林蒲、鳳鼻頭民眾鞠躬道歉。2017年再度電話訪調已高達9成民眾贊成遷村。
行政院核定「新材料循環產業園區申請設置計畫」，總經費為新台幣1,054億元，其中589億元用於大林蒲遷村，原地居民將被安置在高雄國際機場北側、交通部航港局及台灣糖業公司經管之52.4公頃土地，住商土地一坪換一坪不變，2025年6月止遷村戶數約是1萬1566戶，約1萬8675人。

## 影響地區
- 高雄市小港區鳳鳴里
- 高雄市小港區龍鳳里
- 高雄市小港區鳳森里
- 高雄市小港區鳳林里
- 高雄市小港區鳳興里
- 高雄市小港區鳳源里

## 相關組織
- 政府組織

1. 高雄市政府：都市發展局、經濟發展局、民政局、研考會、小港區公所
2. 行政院：經濟部

- 公司企業

1. 台灣中油公司大林煉油廠
2. 台灣電力公司大林發電廠
3. 中國鋼鐵公司大業南廠區
4. 台灣國際造船股份有限公司

## 重大事件
1. 大林商港區預定地遷村計畫：高雄港第二港口開通，同時實施禁建，政府承諾遷村。
2. 526鎮暴事件：台灣中油大林廠氣體外洩，郝伯村至現場下令拆除棚架，警方暴力驅離抗爭居民、起訴39人[5]。
3. 反對醫療及有害事業廢棄物焚化爐設置公民投票：1萬多人投票且97%反對設立。
4. 新材料循環產業園區申請設置計畫：行政院核定589億元用於大林蒲遷村[6]。

## 歷史年表
- 1967年
  - 7月29日，時任經濟部長李國鼎、臺灣省主席黃杰、高雄港務局長李連墀出席高雄港第二港口開工典禮。
- 1975年
  - 7月16日：高雄港第二港口開通舉行通航典禮，港務局提出「大林商港區預定地遷村計畫」。

### 李登輝執政時期
- 1992年
  - 5月2日：台灣中油大林廠氣體外洩，居民發起圍廠抗爭。
  - 5月26日：郝伯村造訪現場稱其暴民並下令拆除棚架，警方最後以暴力手段驅離抗爭居民[7]。
  - 7月28日：大林蒲事件全案偵結，共起訴39人，創下當時環境運動抗爭被控違法人數的最高紀錄。

### 陳水扁執政時期
- 2003年
  - 12月6日：鳳鳴、龍鳳、鳳森、鳳林、鳳興及鳳源等六里共2千多位市民上街抗議事業廢棄物焚化爐設置。
  - 12月7日：里民組成的公民投票委員會舉行「反對醫療及有害事業廢棄物焚化爐設置公民投票[8]」，1萬多人投票且97%反對設立。
- 2007年
  - 11月30日：怪手將紅毛港傳統土角厝拆除完畢，正式將紅毛港點交給港務局。

### 馬英九執政時期
- 2011年
  - 5月20日：高雄市政府研考會執行遷村民意調查，大林蒲和鳳鼻頭1,452個樣本中，71.4%贊成遷村，贊成者53.7%希望集體安置。
  - 7月17日：高雄市政府公布民調，七成以上居民贊成遷村，另有一成五不贊成，一成三無明確意見。
  - 7月25日：台灣港務公司所提「南星土地開發計畫」核定，將分二期開發，第一期約62.7公頃，第二期約42.8公頃。
- 2014年
  - 7月31日：發生2014年高雄氣爆事故。
  - 8月17日：鳳林里長許再生表示：「市區1條丙烯管線就被炸成這樣，大林蒲地下有百支管線，民眾的驚恐難以言喻。」
- 2015年
  - 9月18日：大林蒲通往高雄市區的交通要道中林路，因台電345KV地下電纜潛盾工程坍塌。
  - 9月24日：台電公司在當地舉行說明會，經濟部次長楊偉甫承諾，道路搶通會保證100%安全，路面復原後先停工，將相關問題釐清後，確保不會再發生事故後才復工，同時會監測地下是否有掏空現象。
- 2016年
  - 2月3日：高雄市政府研考會1月電話訪調1,461人，統計有77.7%贊成遷村，若有以房地換房地之配套，88%贊成。
  - 2月20日：金煙囪文化協進會在中林、南星路口，舉行第一場大林蒲西南瘋音樂祭[9]。

### 蔡英文執政時期
- 2016年
  - 11月19日：時任行政院長林全與大林蒲、鳳鼻頭居民座談並表示歉意，允諾持續對空污監控。
- 2017年
  - 2月25日：舉行第二屆大林蒲西南瘋音樂祭
  - 3月18日：中林路又再次塌陷超過1公尺
  - 3月21日：台電公司總經理鍾炳利到大林蒲說明本次塌陷意外並向居民致歉。台電工程人員表示，本次事件發生區域是前年潛盾塌陷意外的後續污水管修復工程，因工作井開挖時發生滲水砂，造成路面塌陷，目前下塌狀況已穩定。
  - 8月4日：高雄市政府公開「大林蒲遷村全面普查結果報告」，90.3%接受普查的居民當中，贊成遷村比例為89%。
- 2018年
  - 3月3日：從馬路搬移至鳳林宮舉行第三屆大林蒲西南瘋音樂祭。
- 2019年
  - 8月21日：高雄市議員陳致中召開「一級致癌物、砷汙染危害防制公聽會」指出，根據高雄市政府衛生局資料，大林蒲六里居民，2016年1,803名40歲以上受檢者中，有763人呈現總砷超標異常[10]。
  - 10月8日：行政院核定「新材料循環產業園區申請設置計畫」，總經費為新台幣1,054億元[11]，其中589億元用於大林蒲遷村[12]，原地居民將被被安置在高雄國際機場北側、交通部航港局及台灣糖業公司經管之52.4公頃土地，住商土地一坪換一坪不變，目前遷村戶數是1萬1753戶，超過2萬人[13]。
  - 10月8日：鳳興里里長洪富賢表示，至今沒有看到遷村計畫書，懷疑被併在「全國循環專區試點暨新材料循環產業園區申請設置計畫」內，要求行政院儘速公布「獨立的」遷村計畫書。
- 2021年
  - 2月5日：高雄市政府公佈「大林蒲遷村安置計畫書草案」。

- 2024年
  - 2月21日：高雄市政府正式公告「大林蒲遷村計畫書[14]」。

## 相關節目
- 公視《獨立特派員》
  - 2017年10月25日〈大林蒲四百年抉擇〉
- 公視《我們的島》
  - 2016年1月25日〈大林蒲悲歌〉
  - 2017年3月27日〈大林蒲的兩難選擇〉

## 引用來源
1. ↑  . 高雄市政府.   [2019-10-10]. （原始内容存档于2013-05-25） （中文（臺灣））. 大林蒲的開基祖先自福建彰州涉渡來台，由西海岸茄萣邊（今鳳林國中附近）登陸，拓野囤墾，莊稼地居於此。當初樹林遮天，荊棘遍地，四周均被野林及草埔所遮蓋，故取地名為「大樹林」。道光年間中林仔及追港仔一帶的居民相繼遷入大樹林定居，旋去「埔」為「蒲」，易名為「大林蒲」。
2. ↑  . 臺灣總督官房調查課. 1934.
3. ↑  洪臣宏. . 自由時報. 2017-08-14  [2019-10-10]. （原始内容存档于2019-10-10） （中文（臺灣））. 高市府公布大林蒲遷村普查有近9成贊成遷村，不過居民質疑普查結果，今天要求召開說明會，居民指出，大林蒲因時空背景因素，有6成房屋沒有建照，市府應進一步說明相關處置方案，不要讓遷村變成迫遷，有人流浪街頭。
4. ↑  王昭月. . 聯合報. 2019-10-08  [2019-10-10]. （原始内容存档于2019-10-09） （中文（臺灣））. 行政院核定高雄大林蒲遷村案將一坪換一坪，但大林蒲居民對政府的承諾還是有疑慮。
5. ↑  陳惠敏、林勳裕. . 華視新聞網. 1992-06-03  [2019-10-11]. （原始内容存档于2019-10-11） （中文（臺灣））. 上個星期，圍堵中油大林廠二十五天的高雄大林蒲民眾，在警方的驅離行動中以磚塊、鐵椅、汽油彈攻擊警察，在將近三十分鐘的混戰裡，造成百名警民受傷，回顧二十五天的圍廠事件，居民以中油大林廠，在五月二號晚上發出巨響，並且排放不明氣體為理由，要求中油支付十五億回饋基金，賠償每戶八十萬元，以及優待油電半價，但是根據環保署監測站資料顯示，五月二號中油並沒有造成污染，因此中油據理力爭，始終沒有達成協議。
6. ↑  李欣芳. . 自由時報. 2019-10-09  [2019-10-10]. （原始内容存档于2019-10-10） （中文（臺灣））. 行政院長蘇貞昌昨天核定爭議許久的高雄大林蒲遷村案，共將投入1047億經費（含589億遷村經費）改善村民居住環境，住商土地一坪換一坪。
7. ↑  袁庭堯. . 中國時報. 2019-05-26  [2019-10-10]. （原始内容存档于2019-05-26） （中文（臺灣））. 紀錄片內容呈現大林蒲和鳳鼻頭居民為了抵抗中油大林廠的污染，在1992年發動圍廠抗爭。時任行政院長郝伯村動用優勢警力鎮壓抗議的居民，激烈暴力衝突的畫面，也成為大林蒲當地不堪回首的黑色記憶。
8. ↑  戴上茹. . 蘋果日報. 2003-12-07  [2019-10-10] （中文（臺灣））. 高雄市小港區鳳鳴里等六個里的兩千多位市民，由於難忍長期的空氣污染，昨天走上街頭抗議市府將大高雄地區的事業廢棄物焚化爐設在小港地區，同時，焚化爐所在地的一萬多位居民，今天將舉行「反對醫療及有害事業廢棄物焚化爐設置公民投票」，用行動展現民意。
9. ↑  洪臣宏、王榮祥. . 自由時報. 2016-02-20  [2019-10-10]. （原始内容存档于2019-10-10） （中文（臺灣））. 400年來第一場，大林蒲大型戶外「西南瘋」音樂祭今天下午2時登場，18支樂舞團體、歌手將從白天到黑夜，完成近8小時接力演出，居民驕傲地以音樂表達來自「工業孤島」心聲，活動預計夜間9時30分結束。
10. ↑  楊濡嘉. . 聯合新聞網. 2019-08-22  [2019-10-10]. （原始内容存档于2019-10-10） （中文（臺灣））. 高雄市議員陳致中昨召開「一級致癌物、砷汙染危害防制公聽會」指出，根據高市衛生局資料，小港區大林蒲六個里居民，一○五年一八○三名四十歲以上受檢者中，有七六三人呈現總砷超標異常；一○六年持續追蹤異常比率，逾七成仍異常；一○七年針對前兩年總砷異常者檢驗一級致癌物無機砷項目，逾六成受檢者出現無機砷超標異常情形。
11. ↑  林河名. . 聯合新聞網. 2019-10-08  [2019-10-10]. （原始内容存档于2019-10-09） （中文（臺灣））. 行政院長蘇貞昌今天下午接受民進黨立委賴瑞隆質詢時表示，他已正式核定高雄鄉親非常關心的大林蒲遷村案，預計投入1054億元經費（其中公務預算390億元、自償率64.52%）。行政院秘書長李孟諺表示，大林蒲遷村案影響達2萬居民，堪稱台灣自治史上最大的遷村計畫。
12. ↑  王榮祥. . 自由時報. 2019-10-08  [2019-10-10]. （原始内容存档于2019-10-08） （中文（臺灣））. 立委賴瑞隆今日針對他長期關心的大林蒲2萬居民遷村進度，質詢行政院長蘇貞昌。行政院長蘇貞昌表示，大林蒲遷村一案已於今（8）日核定，589億遷村經費，住商土地一坪換一坪不變，期待給人民更好的生活環境。
13. ↑  王淑芬. . 中央社. 2019-10-08  [2019-10-10]. （原始内容存档于2019-10-09） （中文（臺灣））. 行政院8日核定高雄市大林蒲遷村計畫，預計投入1054億元經費，未來居民將會被安置在高雄機場北側，航港局及台糖公司經管52.4公頃的土地，目前遷村戶數是1萬1753戶、逾2萬人。
14. ↑  高雄市政府.  (PDF). 大林蒲遷村計畫資訊網. 2024-02-21 （中文）.

## 外部連結
- 大林蒲西南瘋音樂祭的 Facebook 專頁（页面存档备份，存于）